# Камберленд (Британська Колумбія)
Камберленд (англ. Cumberland) — село в Канаді, у провінції Британська Колумбія, у складі регіонального округу Комокс-Веллі.

## Населення
За даними перепису 2016 року, село нараховувало 3753 особи, показавши зростання на 10,4%, порівняно з 2011-м роком. Середня густина населення становила 128,9 осіб/км².
З офіційних мов обидвома одночасно володіли 320 жителів, тільки англійською — 3 360, а 5 — жодною з них. Усього 145 осіб вважали рідною мовою не одну з офіційних, з них 5 — українську.
Працездатне населення становило 69,6% усього населення, рівень безробіття — 7,2%.
Середній дохід на особу становив $38 746 (медіана $33 104), при цьому для чоловіків — $46 095, а для жінок $31 757 (медіани — $41 131 та $27 115 відповідно).
25,7% мешканців мали закінчену шкільну освіту, не мали закінченої шкільної освіти — 16,5%, 57,6% мали післяшкільну освіту, з яких 31,5% мали диплом бакалавра, або вищий, 15 осіб мали вчений ступінь.
| Статево-вікова структура населення | Статево-вікова структура населення | Статево-вікова структура населення | Статево-вікова структура населення | Статево-вікова структура населення |
| ---------------------------------- | ---------------------------------- | ---------------------------------- | ---------------------------------- | ---------------------------------- |
|                                    |                                    |                                    |                                    |                                    |
| Всього                             | Всього                             | 49,1%50,9%                         |                                    |                                    |
| 0 — 14 років                       | 0 — 14 років                       |                                    | 18,5%                              | 18,5%                              |
| 15 — 64 років                      | 15 — 64 років                      |                                    | 66,6%                              | 66,6%                              |
| 65 і більше                        | 65 і більше                        |                                    | 14,9%                              | 14,9%                              |
| 85 і більше                        | 85 і більше                        |                                    | 2%                                 | 2%                                 |
| Середній вік (років)               | Середній вік (років)               | 39,140,8                           | 40,0                               | 40,0                               |
| Медіана (років)                    | Медіана (років)                    | 39,339,2                           | 39,3                               | 39,3                               |
| — чоловіки — жінки                 |                                    |                                    |                                    |                                    |

| Походження мешканців:     | Походження мешканців:     | Походження мешканців: | Походження мешканців: | Походження мешканців: |
| ------------------------- | ------------------------- | --------------------- | --------------------- | --------------------- |
| Походження                |                           |                       | осіб                  | %                     |
| Корінні американці        | Корінні американці        |                       | 275                   | 7.46%                 |
| Інше північноамериканське | Інше північноамериканське |                       | 1 295                 | 35.14%                |
| Європейське               | Європейське               |                       | 3 175                 | 86.16%                |
| британське                | британське                |                       | 2 550                 | 69.2%                 |
| французьке                | французьке                |                       | 500                   | 13.57%                |
| українське                | українське                |                       | 240                   | 6.51%                 |
| Латинськоамериканське     | Латинськоамериканське     |                       | 20                    | 0.54%                 |
| Карибське                 | Карибське                 |                       | 20                    | 0.54%                 |
| Африканське               | Африканське               |                       | 20                    | 0.54%                 |
| Азійське                  | Азійське                  |                       | 90                    | 2.44%                 |
| Океанійське               | Океанійське               |                       | 25                    | 0.68%                 |

## Клімат
Середня річна температура становить 8,5°C, середня максимальна – 19,5°C, а середня мінімальна – -4°C. Середня річна кількість опадів – 1 588 мм.
| Клімат поселення                              | Клімат поселення | Клімат поселення | Клімат поселення | Клімат поселення | Клімат поселення | Клімат поселення | Клімат поселення | Клімат поселення | Клімат поселення | Клімат поселення | Клімат поселення | Клімат поселення | Клімат поселення |
| Показник                                      | Січ.             | Лют.             | Бер.             | Квіт.            | Трав.            | Черв.            | Лип.             | Серп.            | Вер.             | Жовт.            | Лист.            | Груд.            |                  |
| Середній максимум, °C                         | 6,80             | 8,10             | 10,11            | 12,62            | 15,93            | 18,84            | 19,20            | 19,50            | 16,27            | 11,86            | 7,37             | 4,33             |                  |
| Середня температура, °C                       | 1,42             | 2,70             | 4,72             | 7,24             | 10,54            | 13,46            | 16,31            | 16,62            | 13,38            | 8,98             | 4,49             | 1,45             |                  |
| Середній мінімум, °C                          | −3,95            | −2,66            | −0,64            | 1,87             | 5,18             | 8,08             | 13,42            | 13,73            | 10,50            | 6,10             | 1,61             | −1,42            |                  |
| Норма опадів, мм                              | 232              | 173              | 153              | 104              | 66               | 56               | 34               | 43               | 53               | 161              | 265              | 248              |                  |
| Середньомісячна швидкість вітру, м/с          | 3.20             | 3.04             | 3.26             | 3.28             | 3.17             | 3.20             | 3.10             | 2.80             | 2.62             | 2.89             | 3.31             | 3.16             |                  |
| Середньомісячна сонячна радіація, кДж/м²·день | 3019             | 5713             | 9680             | 14456            | 18230            | 19427            | 20363            | 17452            | 12652            | 6867             | 3504             | 2351             |                  |
| --------------------------------------------- | ---------------- | ---------------- | ---------------- | ---------------- | ---------------- | ---------------- | ---------------- | ---------------- | ---------------- | ---------------- | ---------------- | ---------------- | ---------------- |
| Джерело:                                      |                  |                  |                  |                  |                  |                  |                  |                  |                  |                  |                  |                  |                  |